# Teorema de Bloch

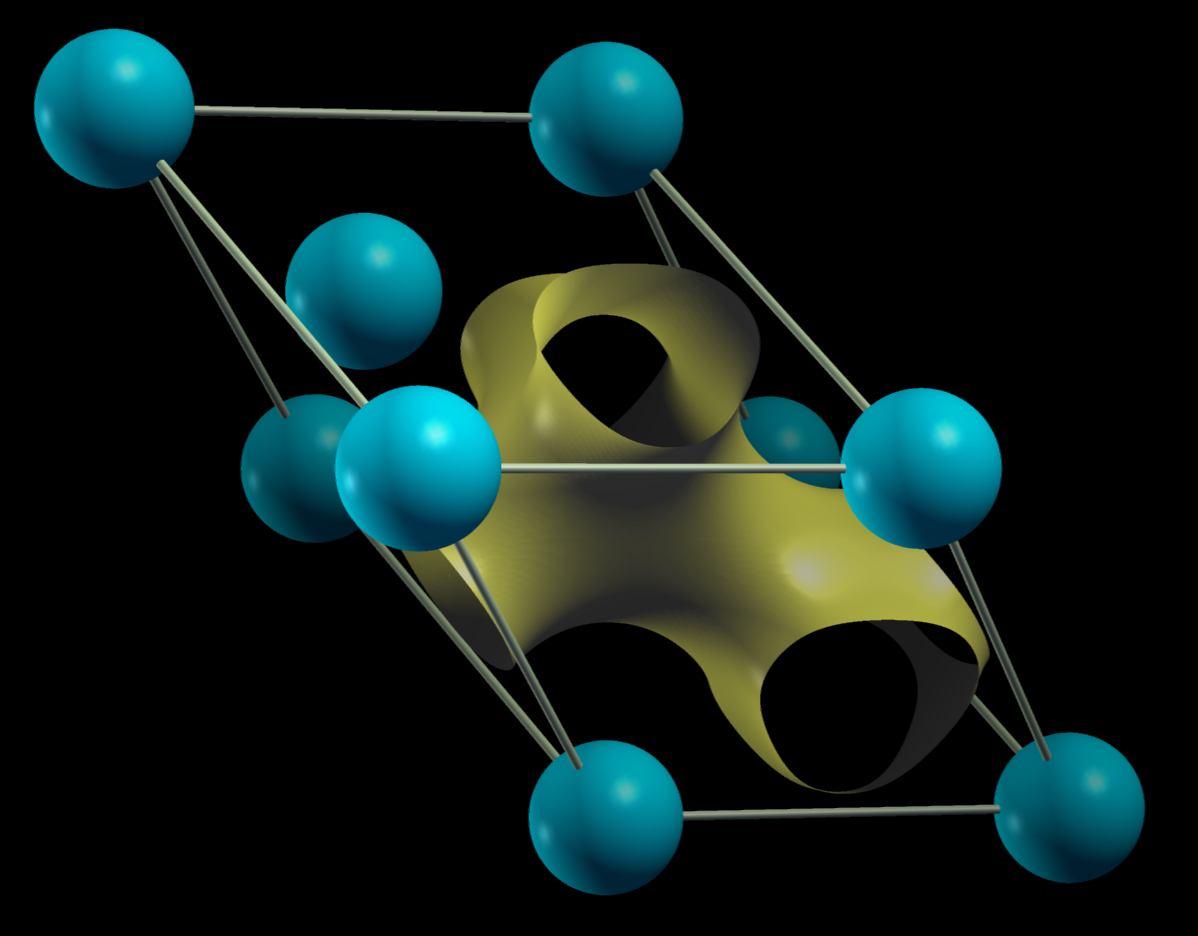
Isosuperfície del mòdul quadrat d'un estat de Bloch en una xarxa de silici

Línia sòlida: un esquema de la part real d'un estat típic de Bloch en una dimensió. La línia de punts prové del factor e ^{i k · r}. Els cercles de llum representen àtoms.

En la física de la matèria condensada, el teorema de Bloch afirma que les solucions de l'equació de Schrödinger en un potencial periòdic prenen la forma d'una ona plana modulada per una funció periòdica. El teorema rep el nom del físic Felix Bloch, que va descobrir el teorema l'any 1929. Matemàticament, s'escriuen
| Funció de Bloch {\displaystyle \psi _{\mathbf {k} }(\mathbf {r} )=e^{i\mathbf {kr} }u_{\mathbf {k} }(\mathbf {r} )} |on {\displaystyle \mathbf {r} } és la posició, {\displaystyle \psi } és la funció d'ona, {\displaystyle u} és una funció periòdica amb la mateixa periodicitat que el cristall, el vector d'ona {\displaystyle \mathbf {k} } és el vector del moment del cristall, {\displaystyle e} és el nombre d'Euler i {\displaystyle i} és la unitat imaginària.
Anomenat segons el físic suís Felix Bloch, la descripció dels electrons en termes de funcions de Bloch, anomenades electrons de Bloch (o menys sovint Ones de Bloch), subjau al concepte d'estructures de bandes electròniques.
Aquests estats propis s'escriuen amb subíndexs com {\displaystyle \psi _{n\mathbf {k} }}, on {\displaystyle n} és un índex discret, anomenat índex de banda, que està present perquè hi ha moltes funcions d'ona diferents amb la mateixa {\displaystyle \mathbf {k} } (cadascun té un component periòdic diferent {\displaystyle u}). Dins d'una banda (és a dir, per a fixa {\displaystyle n}), {\displaystyle \psi _{n\mathbf {k} }} varia contínuament amb {\displaystyle \mathbf {k} }, igual que la seva energia. També, {\displaystyle \psi _{n\mathbf {k} }} és únic només fins a un vector d'estructura recíproca constant {\displaystyle \mathbf {K} }, o, {\displaystyle \psi _{n\mathbf {k} }=\psi _{n(\mathbf {k+K} )}}. Per tant, el vector d'ona {\displaystyle \mathbf {k} } es pot restringir a la primera zona de Brillouin de la xarxa recíproca sense pèrdua de generalitat.